# Bill Butler (Filmeditor)
Bill Butler (* 1933; † 4. Juni 2017 in Sherman Oaks, Kalifornien) war ein britischer Filmeditor.

## Leben
Butler kam in den 1950er Jahren erst zum Fernsehen, dann zum Film. Zuvor hatte er im Alter von 16 Jahren die Schule verlassen, war in verschiedenen Berufen tätig und absolvierte eine zweijährige Zeit bei der Armee. Er arbeitete im Bereich Sound und Schnitt und war für mehrere Jahre als Assistent von Russell Lloyd tätig.
Butler begann seine eigenständige Tätigkeit im Bereich Soundschnitt im Jahr 1963. Gegen Ende des Jahrzehnts wechselte er zum Filmschnitt und war seit 1967 bis zuletzt 2010 an rund 50 Film- und Fernsehproduktionen beteiligt. Ein Regisseur, mit dem er mehrmals zusammenarbeitete, war Melvin Frank.
Für die Arbeit an Uhrwerk Orange war Butler 1972 für den Oscar in der Kategorie Bester Schnitt nominiert. Zudem erhielt er 1973 eine Nominierung für den British Academy Film Award. Der Filmeditor Ray Lovejoy hatte ihn Regisseur Stanley Kubrick vorgestellt, zwei Wochen vor Drehende stieß er zur Produktion. Gemeinsam mit dem Regisseur arbeitete Butler beinahe ein Jahr an der Fertigstellung des Filmschnitts.
Butler war rund 60 Jahre verheiratet und Vater dreier Kinder.

## Filmografie (Auswahl)
- 1967–1968: Der Mann mit dem Koffer (Man in a Suitcase) (Fernsehserie, 10 Folgen)
- 1968: Buona Sera, Mrs. Campbell
- 1970: Die Pechvögel (One More Time)
- 1971: Uhrwerk Orange (A Clockwork Orange)
- 1973: Mann, bist du Klasse! (A Touch of Class)
- 1974: Die großen Erwartungen (Great Expectations)
- 1976: Wer schluckt schon gern blaue Bohnen? (The Duchess and the Dirtwater Fox)
- 1976: Bittersüße Liebe (Bittersweet Love)
- 1977: Joyride
- 1978: High School-Träume (Our Winning Season)
- 1978: Ein irres Paar (Lost and Found)
- 1984: Das turbogeile Gummiboot (Up the Creek)
- 1985: Die 1000 Augen der Ninja (Pray for Death)
- 1986: Bobo (Walk Like a Man)
- 1987: Sieben Stunden Angst (Seven Hours to Judgment)
- 1989: Todesparty II (Cutting Class)
- 1992: Shogun Mayeda (Kabuto)
- 1996: Killer Cops – Mörder in Uniform (Gang in Blue)
- 2010: Der Magier (Magic Man)